# 卡爾坎普山
46°59′49″N 12°48′02″E / 46.996842°N 12.800540°E

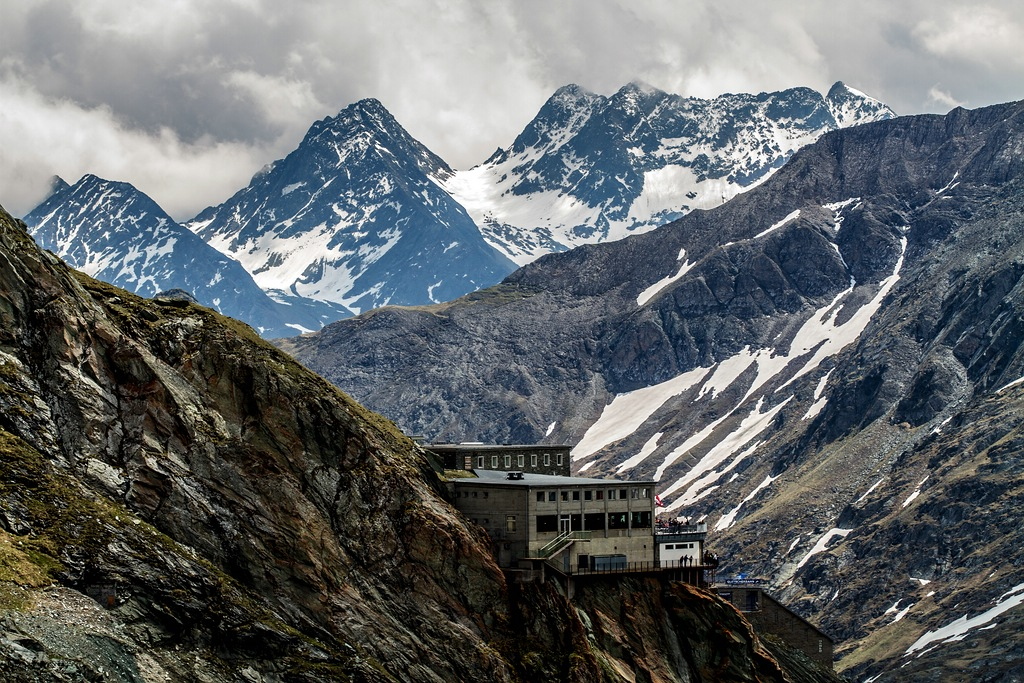

卡爾坎普山（德語：Karlkamp），是奧地利的山峰，位於該國南部，由克恩頓州負責管轄，屬於舍貝爾山脈的一部分，距離大霍恩山3.5公里，海拔高度3,114米，每年平均降雨量2,138毫米，人類在1890年10月3日首次登頂。